# Eutichurus cuzco
Eutichurus cuzco är en spindelart som beskrevs av Alexandre B. Bonaldo 1994. Eutichurus cuzco ingår i släktet Eutichurus och familjen sporrspindlar.
Artens utbredningsområde är Peru. Inga underarter finns listade i Catalogue of Life.